# Thai League 4
La Thai League 4 (เอไอเอส ลีกภูมิภาค ดิวิชัน ๒) era il quarto livello del calcio in Thailandia. Comprendeva 84 squadre suddivise in sei gironi su base geografica.
Le prime di ogni girone alla fine del campionato partecipavano ai play-off promozione divise in due gironi. Venivano promosse in Thai League 3 le prime due dei due gironi.

## Squadre 2014

### Bangkok Metro
- Assumption Utd
- Bangkok Christian College
- Chamchuri Utd
- Customs United
- Kasem Bundit University
- North Bangkok University
- Paknampho NSRU
- RBAC
- Raj-Vithi
- Rangsit
- J.W. Rangsit
- Rayong Utd
- Samutprakan Utd
- Thai Honda

### Centro & Est
- Cha Choeng Sao
- Chanthaburi
- Kabinburi
- Maptaphut Rayong
- Nakhon Nayok
- Pakchong Utd.
- Pathum Thani
- Phan Thong
- Prachinburi Utd
- Rayong
- Royal Thai Fleet
- Sakaeo
- Samut Prakan
- TG Rayong

### Centro & Ovest
- Globlex
- Hua Hin
- J.W. BU
- Krung Thonburi
- Looktabfah
- Muangkan
- Nonthaburi
- Phetchaburi
- Raj Pracha
- Rajapruek College
- Samut Sakhon
- Seeker
- Singburi
- Thonburi City

### Nord-Est
- Amnat Charoen Town
- Chaiyaphum United
- Kalasin
- Loei City
- Mahasarakham United
- Mukdahan
- Nakhon Phanom
- Nong Bua Lamphu
- Nong Khai
- Sakon Nakhon
- Sisaket Utd
- Surin
- Udon Thani
- Ubon Ratchathani

### Nord
- Chiangrai
- Kamphaeng Phet
- Lampang
- Lamphun Warrior
- Nakhon Sawan
- Nan
- Phayao
- Phetchabun
- Phichit
- Phrae Utd
- Sukhothai
- Tak
- Uthai Thani
- Uttaradit

### Sud
- Chumphon
- Hatyai
- Nakhon Si Thammarat
- Nara Utd
- Pattani
- Phang Nga
- Phattalung
- Prachuap
- Ranong
- Satun Utd
- Surat Thani
- Trang
- Yala

## Albo d'oro
| #  | Stagione | Vincitore            | Secondo                 | Terzo         |
| -- | -------- | -------------------- | ----------------------- | ------------- |
| 1  | 2006     | BBCU                 |                         |               |
| 2  | 2007     | Muangthong Utd       | PTT Rayong              | Prachinburi   |
| 3  | 2008     | Prachinburi          | Army Welfare Department | Songkhla Utd  |
| 4  | 2009     | Raj Pracha           | Chiangrai Utd           | Nara Utd      |
| 5  | 2010     | Wuachon United       | Phuket                  | Chiangmai     |
| 6  | 2011     | Ratchaburi Mitr Phol | Nakhon Ratchasima       | Phattalung    |
| 7  | 2012     | Ayutthaya            | Trat                    | Rayong        |
| 8  | 2013     | Roi Et               | Chiangmai               | Phitsanulok   |
| 9  | 2014     | Prachuap             | Thai Honda              | Sukhothai     |
| 10 | 2015     | Ubon UMT             | Satun Utd               | Khon Kaen Utd |